# دزيبي
دزيبي (بالسيريلية Џепи) هي قرية في البوسنة والهرسك. وهي تقع في بلدية كونييتش التابعة لكانتون الهرسك-نيريتفا في اتحاد البوسنة والهرسك. طبقا لنتائج تعداد البوسنة عام 2013 فقد كان عدد سكانها 303 نسمة.

## التركيبة السكانية

### التطور التاريخي للسكان
| 1961 | 1971 | 1981 | 1991 | 2013 |
| ---- | ---- | ---- | ---- | ---- |
| 603  | 667  | 711  | 721  | 303  |

### المجتمع المحلي
في عام 1991 كان المجتمع المحلي للقرية يتألف من 1,247 نسمة موزعة على النحو التالي:

## وصلات خارجية
- Maplandia (بالإنجليزية)